# Synopeas pubescens
Synopeas pubescens är en stekelart som först beskrevs av William Harris Ashmead 1893.  Synopeas pubescens ingår i släktet Synopeas och familjen gallmyggesteklar. Inga underarter finns listade i Catalogue of Life.